# Nya Zeeland i olympiska vinterspelen för ungdomar 2016
Nya Zeeland deltog i de olympiska vinterspelen för ungdomar 2016 i Lillehammer i Norge som avgjordes 12–21 februari 2016. Truppen bestod av 11 aktiva. Nya Zeeland tog ett silver och ett brons.

## Medaljörer[2]
| Medalj | Namn        | Sport     | Gren                 | Datum       |
| ------ | ----------- | --------- | -------------------- | ----------- |
| Silver | Finn Bilous | Freestyle | Pojkarnas halfpipe   | 14 februari |
| Brons  | Finn Bilous | Freestyle | Pojkarnas slopestyle | 19 februari |